# Scalibregmatidae
Scalibregmatidae (лат.) — семейство кольчатых червей из инфракласса Scolecida класса многощетинковых.

## Описание
Морские придонные многощетинковые черви. Тело короткое и коренастое или длинное и стройное, часто передне-вздутое. Простомиум двурогий или с Т-образными лобными рогами. Параподии бирамовидные, с маленькими, треугольными или пуговицеобразными параподиями. Сеты включают капилляры, мохнатые волоски и в некоторых случаях заострённые шипы. Составные волоски отмечены у одного вида.
Scalibregmatidae живут в галереях в мягких отложениях в широком диапазоне глубин. Это личинообразные или умеренно длинные черви с шершавым и кольчатым эпидермисом. Голова «рогатая», но не имеет настоящих придатков; бранхии пучковатые и ветвистые и связаны с параподиями.

## Систематика
Известно 16 родов и около 90 видов. Скалибрегматиды были впервые описаны из Скандинавии (Rathke 1843; Orsted 1843) и первоначально относились к другому семейству полихет, Opheliidae. Первоначальное название семейства Scalibregmidae было изменено по номенклатурным причинам на Scalibregmatidae (Bertelsen & Weston 1980).
- Asclerocheilus Ashworth, 1901
- Axiokebuita Pocklington & Fournier, 1987
- Hyboscolex Schmarda, 1861
- Lipobranchius Cunningham & Ramage, 1888
- Mucibregma Fauchald & Hancock, 1981
- Oligobregma Kudenov & Blake, 1978
- Parasclerocheilus Fauvel, 1928
- Polyphysia Quatrefages, 1866
- Proscalibregma Hartman, 1967
- Pseudoscalibregma Ashworth, 1901
- Scalibregma Rathke, 1843
- Scalibregmella Hartman & Fauchald, 1971
- Scalibregmides Hartmann-Schröder, 1965
- Sclerobregma Rathke, 1843
- Sclerocheilus Grube, 1863
- Speleobregma Bertelsen, 1986